# Harry Morris
David Hyman Morris, noto come Dave, Abe o Harry Morris (25 novembre 1897 – 1º dicembre 1985), è stato un calciatore inglese, di ruolo attaccante.
Era ebreo.
Tra i calciatori inglesi più prolifici della storia, al diciottesimo posto con 289 marcature, Morris ha giocato con le maglie di Vicar of Watefield, Fulham, Brentford, Millwall, Swansea, Swindon Town, Clapton Orient e Cheltenham Town.

## Carriera
Nel 1926 passò allo Swindon Town, che lo prelevò per 110 sterline dallo Swansea City. Ha esordito il 26 agosto del 1926 in casa contro il Southend United (5-1), gara nella quale firma una tripletta. Alla seconda partita, due giorni dopo, Morris sigla un'altra tripletta ai danni dell'Exeter City (4-2). A fine stagione conta 48 reti in 41 partite realizzando una tripletta a Newport, una quaterna al Crystal Palace e una cinquina al QPR, diventando primo giocatore della storia dello Swindon Town a segnarne tanti in una sola partita. Nelle stagioni seguenti continua a segnare totalizzando 215 gol in 260 partite di campionato tra le quali diciotto triplette. Nell'aprile del 1930 firma altre cinque reti contro il Norwich City (5-1).
Morris è stato il capocannoniere della sua squadra in tutte le otto stagioni disputate ma nonostante ciò l'allenatore Ted Vizard decise che Morris era troppo vecchio per continuare a giocare allo Swindon Town, quindi lo fece partire e Morris si diresse verso il Clapton Orient. Il sostituto di Morris, Cecil Blackmore, era comunque solamente tredici giorni più giovane di Morris.